# الحار (تعز)
الحار هي إحدى قرى الجمهورية اليمنية. وهي تتبع جغرافيًا لمحافظة تعز. وإداريًا لمديرية المعافر. يبلغ تعداد سكانها 1869 نسمة حسب الإحصاء الذي جرى عام 2004.